# Chodsigoa
Chodsigoa és un gènere de mamífers eulipotifles de la família de les musaranyes (Soricidae).
- Chodsigoa caovansunga
- Chodsigoa dabieshanensis
- Chodsigoa hoffmanni
- Chodsigoa hypsibia
- Chodsigoa lamula
- Chodsigoa parca
- Chodsigoa parva
- Chodsigoa salenskii
- Chodsigoa smithii
- Chodsigoa sodalis